# Nador
Nador (arab. الناظور, An-Nazur, fr. Nador, tamazight: ) – miasto na północnym wybrzeżu Maroka, nad laguną Sabchat Bu Arak (Morze Śródziemne), ośrodek administracyjny prowincji Nador w Regionie Wschodnim, około 145 tys. mieszkańców. Miasto leży kilka kilometrów na południe od hiszpańskiej eksklawy Melilli.
Po opuszczeniu przez Hiszpanów terenów północnego Maroka w 1957 roku istniała tu tylko niewielka berberska wioska. Nador wybrano następnie stolicą prowincji, co w połączeniu z ubogą infrastrukturą miasta nie było zbyt trafne i stało się jedną z przyczyn późniejszych zamieszek w 1984 roku. Chociaż lata 90. XX wieku przyniosły poprawę sytuacji w samym mieście (powstało wiele nowych budynków), to jednak od czasu zamknięcia granicy z Algierią znacznie podupadła turystyka.   

## Współpraca
Miejscowości partnerskie:
- Bruksela, Belgia
- Haga, Holandia
- Mechelen, Belgia
- Migennes, Francja
- Montcuq, Francja